# Arraxide, Príncipe de Marrocos
Arraxide de Marrocos, também conhecido como Mulei Arraxide ibne Haçane (em árabe: الأمير مولي رشيد بن الحسن; Rabate, 20 de junho de 1970) é o filho mais novo do falecido rei Haçane II. Ocupa o segundo lugar na linha de sucessão à coroa do Marrocos. Ele tem um doutorado em política internacional e opera no Marrocos como diplomata.

## Biografia
Após estudos primários e secundários no Colégio Real de Rabat e obtenção do baccalauréat em junho de 1989, o príncipe Arraxide entrou Universidade Maomé V em Rabat para iniciar os seus estudos superiores em Direito. Em maio de 1993, o príncipe Arraxide obteve o seu bacharelado em Direito (LL.B.) majoring na vida económica e social direito. O mesmo ano, o príncipe recebeu a sua licença para exercer a advocacia - Direito Público com a menção "muito bom". Em 29 de junho de 1995, o príncipe completou sua graduação e recebeu um Master of Law (LL.M.) em Ciência Política, com a menção "muito bom". A questão Bósnia foi objecto da  sua investigação e da sua tese que o príncipe apresentou e apoiou publicamente. A fim de completar sua formação para o ensino pós-graduação, em Novembro de 1993, o príncipe iniciou um estágio com as Nações Unidas em Nova Iorque. Em 18 de maio de 2001, o príncipe apresentou a sua tese doutoramento sobre a Organização da Conferência Islâmica na Université Montesquieu-Bordeaux IV, que mereceu uma menção específica para a qualidade do seu trabalho. Em 21 de junho de 1996, o príncipe concluiu com êxito os testes escritos e orais para o seu pós-graduação e recebeu uma pós-graduação em Relações Internacionais, com a menção "muito bom". Para além da sua língua nativa árabe, o príncipe fala inglês, francês e espanhol.

## Carreira militar
Em julho de 1994, Arraxide foi promovido ao posto de coronel na Marinha Real marroquina. Em julho de 2000, Arraxide foi promovido ao posto de general de brigada. 

## Controvérsia
Na terça-feira 05 de fevereiro de 2008, Fouad Mourtada foi preso por suspeita de roubar a identidade do príncipe Arraxide e criar um perfil falso no Facebook, apesar do fato de que o príncipe Arraxide não processá-lo. Em 23 de fevereiro, Fouad Mourtada foi condenado a 3 anos de prisão e multado em 10 000 dirrãs . Após protestos locais e críticas internacionais, Fouad Mourtada foi concedido um perdão real em 19 de marco de 2008, poucos dias antes de uma audiência de apelação.